# Ghiacciaio Yozola
Il ghiacciaio Yozola è un ghiacciaio lungo circa 5 km e largo 1,7, situato sulla costa nord-occidentale dell'isola Alessandro I, al largo della costa della Terra di Palmer, in Antartide. Il ghiacciaio, il cui punto più alto si trova a oltre 750 m s.l.m., nasce dal nevaio Nichols e fluisce verso nord, scorrendo tra il monte Braun, a ovest, e le montagne Sofia, a est, fino a unire il proprio flusso a quello del ghiacciaio Palestrina, vicino allo sbocco di quest'ultimo nella baia di Lazarev.

## Storia
Il ghiacciaio Yozola è stato così battezzato dalla Commissione bulgara per i toponimi antartici in onore del lago Yozola, situato nel Rila (in bulgaro Рила), un complesso montuoso situato nella Bulgaria sudoccidentale.